# Ștefan Kovács
Ștefan Kovács (Timișoara, 2 oktober 1920 – Cluj-Napoca, 12 mei 1995) was een Roemeens profvoetballer en voetbaltrainer. De meeste faam verwierf hij als trainer van Ajax in de seizoenen 1971/72 en 1972/73.

## Loopbaan als speler
Ștefan Kovács was van Hongaarse afkomst, maar een paar maanden na zijn geboorte werd Timișoara Roemeens. Voor de Tweede Wereldoorlog speelde hij in de jeugd van verschillende Roemeense clubs. In 1938 aanvaardde hij een aanbod om te spelen voor het Belgische ROC de Charleroi-Marchienne. In 1939 behaalde hij met zijn team de derde plaats in de competitie (hij speelde geen enkele wedstrijd dat seizoen). In 1941 keerde hij weer terug naar zijn geboortestad om als aanvaller uit te komen voor Ripensia Timișoara. Daarna stapte hij over naar het gepromoveerde CFR Turnu Severin, gevolgd door Kolozsvári AC. Deze laatste ploeg was vóór en ná de Tweede Wereldoorlog CFR Cluj genaamd. Kovács zou de rest van zijn loopbaan als speler uitkomen voor een van beide grote clubs van Cluj, CFR Cluj en CSU Cluj. De clubs wisselden echter veelvuldig van naam en zelfs van competitie. Met Kolozsvári AC speelde hij tijdens de oorlog in de Hongaarse competitie en bereikte de derde plaats.
Na de oorlog fuseerde de club met Ferar Cluj, waar ook zijn broer Nicolae Kovács speelde. Zijn laatste seizoen voor de club was in 1947, alvorens hij overstapte naar de lokale rivaal CSU Cluj - dat later weer omgedoopt zou worden in Universitatea Cluj. Met deze club behaalde hij in 1949 de Roemeense bekerfinale. Steaua Boekarest was echter te sterk met 2–1. Ștefan Kovács bleef zijn club trouw tot het einde van zijn loopbaan als speler in 1953. In de tussentijd maakte hij met de club een degradatie mee naar de Divizia B gevolgd door een promotie terug naar de hoogste Roemeense divisie Divizia A. Hij speelde 111 wedstrijden op het hoogste Roemeense niveau.

## Loopbaan als trainer

### Roemenië
Tijdens zijn loopbaan als speler werd hij in 1952 al een seizoen aangesteld als speler-trainer. Daarna werd hij fulltime trainer van de club tot 1959. Toen stapte hij weer over naar zijn oude club en stadsgenoot CFR Cluj. Dit bleef hij tot 1962, toen hij in dienst trad bij de Roemeense voetbalbond als trainer van de jeugd en het nationale B-elftal. In het voorjaar van 1965 werd hij assistent bondscoach naast Ilie Oană. Ze wisten zich echter niet te kwalificeren voor het EK van 1968 en na een 1–7 thuisnederlaag, tegen Zwitserland op 24 mei 1967, kwam er een einde aan zijn betrekking.
De trainer kreeg vervolgens zijn eerste grote club als hoofdtrainer in 1967. Met Steaua Boekarest won hij tussen 1969 en 1971 driemaal de nationale beker en eenmaal het landskampioenschap van Roemenië. Op Europees gebied had hij minder succes. In de Europacup II in het seizoen 1970/1971 kwam hij niet verder dan de laatste zestien. Over twee wedstrijden bleek Steaua Boekarest niet opgewassen tegen PSV. Met ruime cijfers werd de club uit de Roemeense hoofdstad verslagen door het PSV van Kurt Linder met vedette Willy van der Kuijlen.

### Ajax

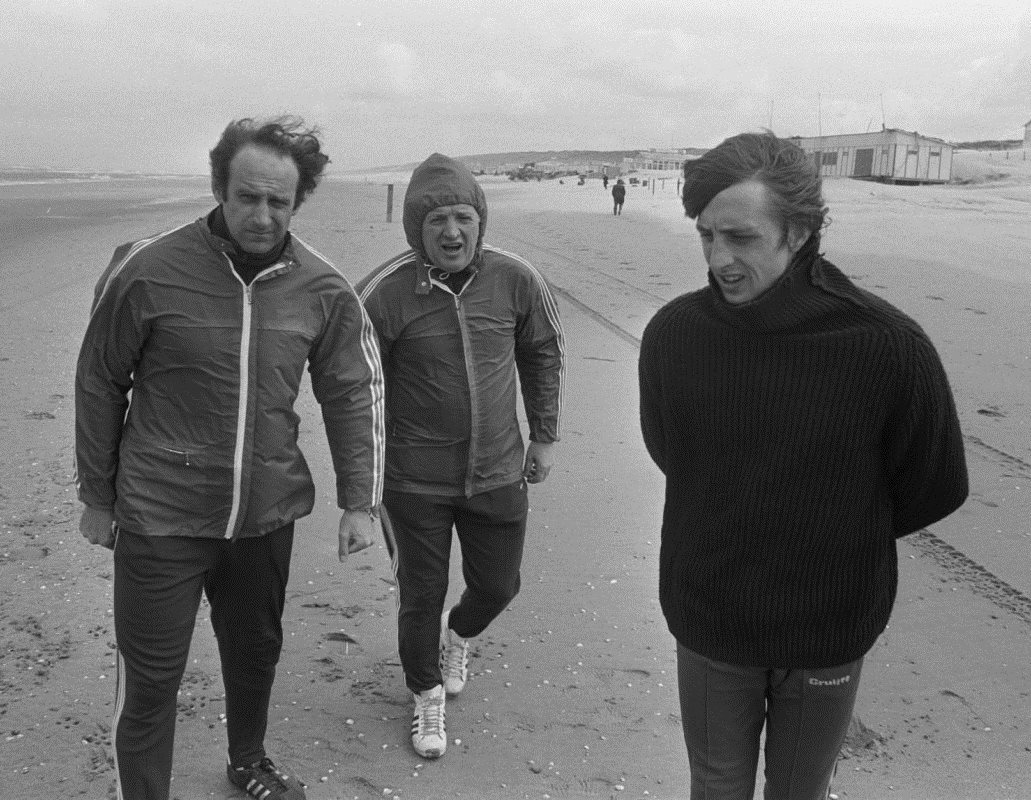
Ștefan Kovács met Han Grijzenhout en Johan Cruijff in 1972.

Na zijn periode in Roemenië werd hij door Ajax aangetrokken als opvolger van de legendarische en succesvolle Rinus Michels, die in zijn laatste jaar bij Ajax al de Europacup I won in 1970/71. Zijn manier van trainen was minder hard dan die van zijn voorganger bij de Amsterdamse club en dit konden de spelers van Ajax waarderen. Toch was niet iedereen gecharmeerd van de losse trainingstijl van de Roemeen, clubarts John Rolink diende bijvoorbeeld een motie van wantrouwen in tegen Kovács.
Met Ajax won Kovács ongeveer alles wat er te winnen was. Hij won tweemaal op rij de Europacup I. Het Italiaanse Internazionale werd in het seizoen 1971/72 verslagen en een jaar later volgde Juventus in 1972/73. Daarnaast won hij de wereldbeker voor clubteams in 1972 tegen het Argentijnse Independiente. In Europa won hij verder de Europese Supercup in 1972. In eigen land werd Ajax onder leiding van Kovács met sterspeler Johan Cruijff in de gelederen tweemaal het landskampioenschap en eenmaal de beker. Het winnen van het landskampioenschap, de beker, de Europacup I, de wereldbeker en de Europese Supercup (alle vijf over het seizoen 1971/72, al werden de duels om de wereldbeker en de Europese Supercup pas in de loop van het seizoen 1972/73 gespeeld) is een record dat in Nederland ongeëvenaard is.
Na twee seizoenen nam Kovács afscheid en kreeg de trainer, die altijd op de fiets kwam, een Renault 15TL van de selectie. Zowel het bestuur van Ajax als Kovács zelf wilden graag een langere verbintenis aangaan, maar het streng communistische Roemeense bewind stond een langer verblijf in het buitenland niet toe. Hij werd in de zomer van 1973 opgevolgd door de Nederlander George Knobel.

### Bondscoachschap Frankrijk en  Roemenië
Na een korte verplichte periode in dienst van de Roemeense voetbalbond vervolgde Kovács zijn carrière als bondscoach van het Franse voetbalelftal. De Roemeense voetbalbond kwam slechts heel moeizaam met toestemming over de brug. Zijn periode aan het roer van de Franse nationale ploeg werd geen succes. Voor zowel het WK 1974 als het EK 1976 wist hij zich niet te kwalificeren met Les Bleus. De Franse minister van jeugd en sport Pierre Mazeaud beloonde Kovács evenwel met de orde van verdienste. Twee jaar later werd hij voor vier jaar benoemd als bondscoach van het Roemeense voetbalelftal.

### Panathinaikos en AS Monaco
Hierna werd hij hoofdtrainer van Panathinaikos, gevolgd door AS Monaco. Met deze clubs won hij beide eenmaal de nationale beker (in 1982 en 1987). Bij AS Monaco werd Kovács opgevolgd door Arsène Wenger. Minder dan twee weken voor Ajax voor het eerst sinds 1973 weer het belangrijkste Europese clubtoernooi zou winnen in 1995, overleed Stefan Kovács op 74-jarige leeftijd.

## Erelijst
Als trainer
| Competitie                 |                    |                           |                    |                    |
| Competitie                 | Aantal             | Jaren                     |                    |                    |
| Universitatea Cluj         | Universitatea Cluj | Universitatea Cluj        | Universitatea Cluj | Universitatea Cluj |
| -------------------------- | ------------------ | ------------------------- | ------------------ | ------------------ |
| Divizia B                  | 1x                 | 1957/58                   |                    |                    |
| Steaua                     |                    |                           |                    |                    |
| Divizia A                  | 1x                 | 1967/68                   |                    |                    |
| Cupa României              | 3x                 | 1968/69, 1969/70, 1970/71 |                    |                    |
| Ajax                       |                    |                           |                    |                    |
| Mondiaal                   |                    |                           |                    |                    |
| Wereldbeker voor clubteams | 1x                 | 1972                      |                    |                    |
| Continentaal               |                    |                           |                    |                    |
| Europacup I                | 2x                 | 1971/72, 1972/73          |                    |                    |
| Europese Supercup          | 1x                 | 1972                      |                    |                    |
| Nationaal                  |                    |                           |                    |                    |
| Eredivisie                 | 2x                 | 1971/72, 1972/73          |                    |                    |
| KNVB beker                 | 1x                 | 1971/72                   |                    |                    |
| Panathinaikos              |                    |                           |                    |                    |
| Beker van Griekenland      | 1x                 | 1981/82                   |                    |                    |

| Competitie | Winnaar  | Winnaar  | Runner-up | Runner-up | Derde    | Derde    |
| Competitie | Aantal   | Jaren    | Aantal    | Jaren     | Aantal   | Jaren    |
| Roemenië   | Roemenië | Roemenië | Roemenië  | Roemenië  | Roemenië | Roemenië |
| ---------- | -------- | -------- | --------- | --------- | -------- | -------- |
| Balkan Cup | 1x       | 1980     |           |           |          |          |

## Spellingswijze
In het Nederlands heeft men altijd de naam Stefan Kovács aangehouden. Zijn voornaam wordt ook wel gespeld als Ștefan. In het Hongaars schrijft men zijn naam als István Kovács. In het Roemeens wordt zijn naam ook wel geschreven als Ștefan Covaci.